# Valor por dinero

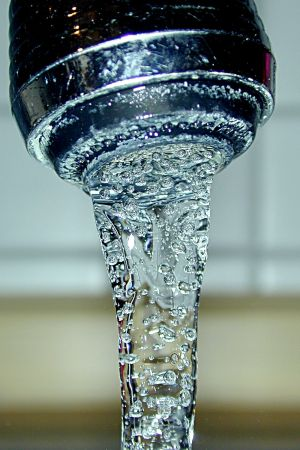
Diferentes posibilidades de proporcionar el servicio público de agua potable pueden evaluarse con el criterio de valor por dinero

El valor por dinero es un criterio con el que se pueden evaluar diferentes opciones para proporcionar un servicio público. El Ministerio de Economía y Finanzas de Perú lo define del modo siguiente: «Establece que un servicio público debe ser suministrado por aquel privado que pueda ofrecer una mayor calidad a un determinado costo o los mismos resultados de calidad a un menor costo. De esta manera, se busca maximizar la satisfacción de los usuarios del servicio así como la optimización del valor del dinero proveniente de los recursos públicos.»
El concepto procede del inglés value for money, que en 99 de 100 ocasiones se traduce al español por relación calidad-precio (127 000 resultados en Google para "relación calidad-precio" "value for money" el 27 de febrero de 2017 por solamente 1 700 de "value for money" "valor por dinero"). Pero mientras "relación calidad-precio" se usa en español para describir lo que una persona individual debe tener en cuenta para elegir entre varios productos (por ejemplo, teléfonos móviles, uno de los cuales es un 25 % más caro, pero dura el doble de tiempo), el concepto "valor por dinero" se usa para que una Administración pública decida entre varias propuestas que no ofrecen exactamente lo mismo. Supongamos que, para la construcción de una carretera, una empresa ofrece hacerla por 100 M$, mientras que otra, por 107 M$ ofrece construirla y mantenerla durante 5 años. ¿Qué propuesta ofrece más valor para los ciudadanos? Habría que estimar el coste de mantener esa carretera durante 5 años. 
Este criterio puede emplearse en situaciones mucho más complejas, con diferentes calidades en los materiales suministrados, o diferentes conjuntos de servicios prestados.